# Chloorpromazine
Chloorpromazine, merknaam Largactil, is een fenothiazinederivaat dat bekendstaat als klassiek antipsychoticum. Het werd in 1951 gesynthetiseerd en was, als eerst bruikbaar antipsychoticum, een enorme stap vooruit in de behandeling van psychose en schizofrenie. 
De antipsychotische werking van het middel is, zoals vaker bij psychofarmaca, per toeval ontdekt. De Franse chirurg Henri Laborit deed onderzoek naar patiënten die onder narcose werden gebracht bij een chirurgische ingreep. Bij het toedienen van chloorpromazine stelde hij vast dat de patiënten rustiger werden en minder angstig. De Nederlandse psychiater Frederik Tolsma las in de vakliteratuur hierover en ging in 1952 over tot klinisch onderzoek. Hij bekwam zeer positieve resultaten.
In Nederland was chloorpromazine tot 2008 op de markt onder de naam Largactil. In de merknaam werd verwezen naar het sederende effect: het kalmeren van zeer onrustige patiënten, naar het Franse "large activité";  dat verwees ook naar de brede werking die het middel heeft. Het werd weinig meer toegepast vanwege de soms ernstige bijwerkingen en de interacties met andere geneesmiddelen. De introductie van even effectieve middelen, de zogenaamde atypische antipsychotica, zoals olanzapine en quetiapine die andere bijwerkingen kennen, deden het gebruik verder afnemen.
Op 19 mei 2014 kwam de stof samen met chloroquine naar buiten als bestrijder van het MERS-virus in vitro.
Als magistrale bereiding is het succesvol bij de bestrijding van hardnekkige hik. Er is een magistraal LNA-voorschrift voor zetpillen, maar de apotheek kan ook capsules maken.
De stof is opgenomen in de lijst van essentiële geneesmiddelen van de WHO.